# Отвоцк
О̀твоцк (на полски: Otwock) е град в Полша, Мазовско войводство. Административен център е на Отвошки окръг. Обособен е в самостоятелна градска община с площ 47,31 км2. Част е от Варшавската агломерация.

## География
Градът се намира в историческата област Мазовия. Разположен е край левия бряг на река Швидер, близо до вливането и във Висла. Отстои на 25 километра югоизточно от центъра на Варшава.

## История
Селището получава градски права през 1916 година. В периода 1975 – 1998 година е част от Варшавското войводство.

## Население
Населението на града възлиза на 44 487 души (2010). Гъстотата е 940,33 души/км2.

## Личности

### Родени в града
- Уршуля Келян – полска лекоатлетка, олимпийска медалистка
- Павел Випих – полски политик

## Градове партньори
- Ленещат, Германия
- Saint-Amand-Montrond, Франция